# Arthur B. Williams

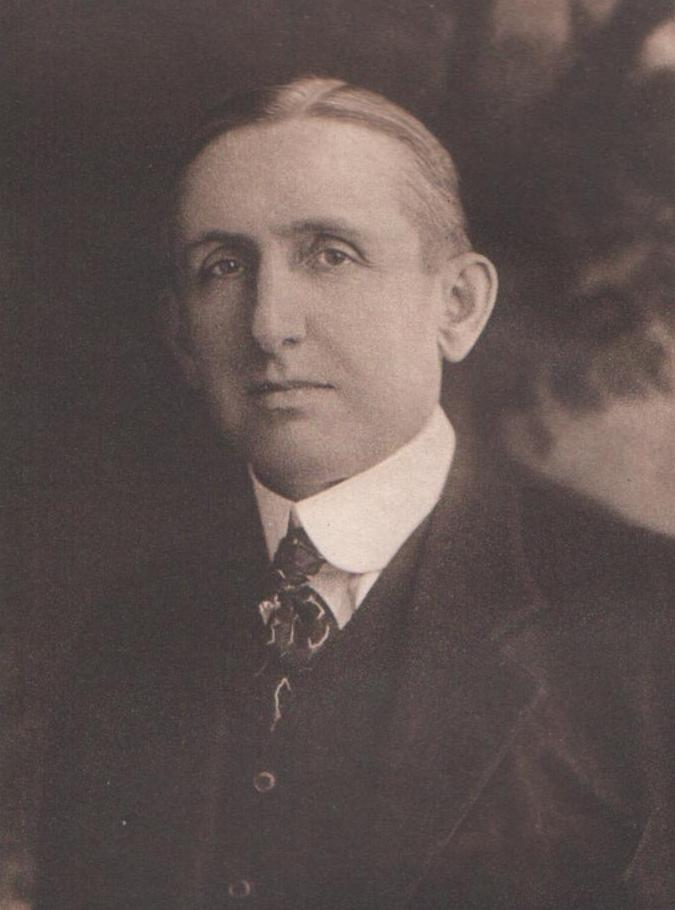
Arthur B. Williams

Arthur Bruce Williams (* 27. Januar 1872 in Ashland, Ohio; † 1. Mai 1925 in Baltimore, Maryland) war ein US-amerikanischer Politiker. Zwischen 1923 und 1925 vertrat er den Bundesstaat Michigan im US-Repräsentantenhaus.

## Werdegang
Arthur Williams besuchte die öffentlichen Schulen im Eaton County in Michigan und das Olivet College, das er im Jahr 1892 absolvierte. Nach einem anschließenden Jurastudium und seiner im Jahr 1894 erfolgten Zulassung als Rechtsanwalt begann er in Battle Creek in seinem neuen Beruf zu arbeiten. Außerdem befasste er sich mit landwirtschaftlichen Angelegenheiten und wurde in verschiedenen anderen Branchen tätig. So war er beispielsweise Direktor der Old National Bank in Battle Creek sowie Vizepräsident und Berater der Firma Postum Cereal Co. Williams war auch Präsident der Handwerksvereinigung von Michigan.
Politisch war Williams Mitglied der Republikanischen Partei. Nach dem Tod des Kongressabgeordneten John M. C. Smith wurde er bei der fälligen Nachwahl für den dritten Sitz von Michigan als dessen Nachfolger in das US-Repräsentantenhaus in Washington, D.C. gewählt, wo er am 19. Juni 1923 sein neues Mandat antrat. Nach einer Wiederwahl bei den regulären Kongresswahlen des Jahres 1924 konnte er bis zu seinem Tod am 1. Mai 1925 im Kongress verbleiben. Sein Abgeordnetenmandat fiel in einer Nachwahl an Joseph L. Hooper.